# Rivière Obalski Sud
Rivière Obalski Sud är ett vattendrag i Kanada.   Det ligger i provinsen Québec, i den sydöstra delen av landet, 400 km norr om huvudstaden Ottawa.
I omgivningarna runt Rivière Obalski Sud växer i huvudsak blandskog. Runt Rivière Obalski Sud är det mycket glesbefolkat, med 5 invånare per kvadratkilometer.